# Scolelepis quadridentata
Scolelepis quadridentata är en ringmaskart som beskrevs av Maciolek 1986. Scolelepis quadridentata ingår i släktet Scolelepis och familjen Spionidae. Inga underarter finns listade i Catalogue of Life.